# Die Heideschuster
Die Heideschuster (finnisch Nummisuutarit) ist der Titel einer fünfaktigen Bauernkomödie von Aleksis Kivi. Sie gehört zu den klassischen Werken der finnischen Literatur. Zuerst gedruckt wurde sie 1864, die Uraufführung erfolgte 1875.

## Inhalt der Komödie

### Erster Akt

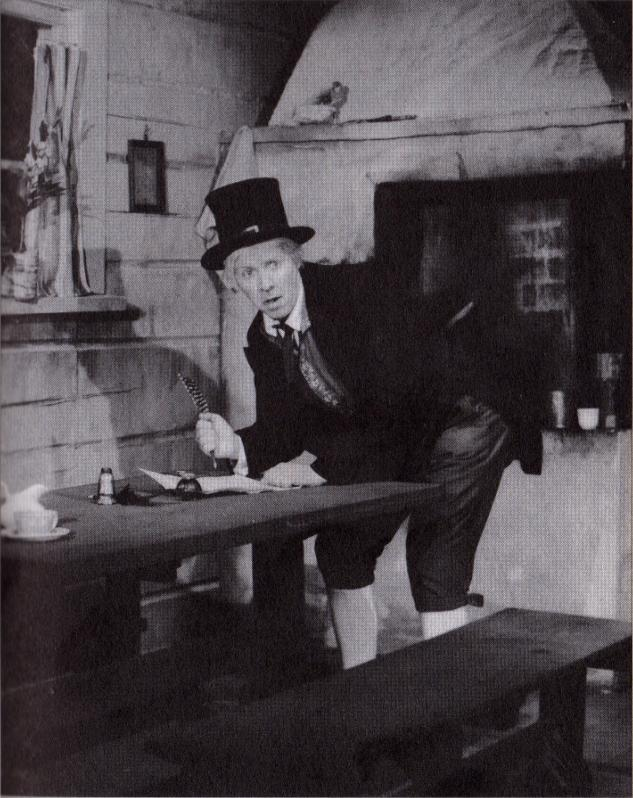
Der Schauspieler Pentti Siimes als Esko in einer Aufführung der Heideschuster am Finnischen Nationaltheater im Jahr 1959.

Der Schuhmachermeister Topias und seine reizbare Frau Martta möchten ihren etwas einfältigen Sohn Esko verheiraten. Dies soll unbedingt schnell geschehen, bevor ihre Ziehtochter Jaana den Schmied Kristo ehelicht, denn laut dem Vermächtnis eines alten Korporals sollen 500 Taler entweder Esko oder Jaana zugesprochen werden, je nachdem, wer von beiden zuerst heiratet.
Gespräche zwischen Topias und dem Bauernhofbesitzer Karri in der Schenke „Zum halben Weg“ haben dazu geführt, dass Esko zu Karri geschickt wird, um dessen Pflegetochter Kreeta zu freien. Unmittelbar vor Reiseantritt besucht der Dorfkantor Sepeteus die Familie des Heideschusters, um die entsprechende Heiratserlaubnis auszustellen, obwohl er den finanziellen Hintergrund für die Eile kennt und kritisiert. Der hintertriebene Mikko Flink soll Esko bei der Reise zur Braut begleiten.
Indessen wird auch Eskos alkoholseeliger Bruder Iivari ausgeschickt, um verschiedene Dinge für die Feier zur Rückkehr von Esko und Kreeta zu beschaffen.

### Zweiter Akt
Als Esko und Mikko zu Karris Gehöft kommen, ist dort bereits eine Hochzeit im Gange. Gefeiert wird die Vermählung von Kreeta mit dem Holzschuster Jaakko. Eskos Braut vermählt sich also anderweitig, was damit zu erklären ist, dass Kreetas Vater die Abmachung mit Eskos Vater nur als Scherz gemeint hatte. Esko lässt sich zunächst nichts anmerken, gerät dann aber in Streit mit dem Geiger Teemu, von dem er in der Folge verprügelt wird. Außerdem beschimpft Esko seinen Konkurrenten Jaakko, der als Holzschuster dem Lederschuster Esko unterlegen sei. Zuletzt zertrümmert Esko das Interieur und flieht dann zusammen mit Mikko die Szene.

### Dritter Akt
Eskos Bruder Iivari hat zusammen mit seinem Onkel Sakeri das für den Hochzeitsschmaus bestimmte Geld für Alkohol ausgegeben. Iivari überlegt nun, wie er dem Zorn seiner Mutter und der anderen entgehen kann, und sein Onkel hat eine Idee: Sie würden einfach erzählen, dass sie ausgeraubt wurden.
Jaanas leiblicher Vater, der Seemann Niko, ist zurückgekehrt und begegnet dem Schöffen Eerikki (Eero). Dieser erzählt ihm von Jaanas Schicksal, die nach dem Tod der Mutter in die Obhut des nächsten Nachbars Topias gegeben wurde und dort hart arbeiten musste. Außerdem wolle deren Ziehmutter Martta um jeden Preis verhindern, dass durch Jaanas rasche Heirat mit Kristo das Erbgeld von 500 Talern an sie fällt. Niko macht sich sofort auf den Weg zu seiner Tochter.
Niko ist im Wirtshaus „Zum halben Weg“ angekommen und gibt sich dem Wirt zu erkennen. Die beiden belauschen die ebenfalls anwesenden Iivari und Sakeri, und Niko plant einen Streich. Er will sich als der gesuchte Straßenräuber verkleiden, der einen ausländischen Grafen ausgeraubt haben soll und auf dessen Ergreifung 700 Taler ausgesetzt sind. Er will sich von beiden festnehmen und kostenlos nach Hause eskortieren lassen. Iivari und Sakeri fallen auf den Trick herein, nehmen Niko gefangen und machen sich mit ihm auf den Weg.

### Vierter Akt
Nach der Flucht von Karris Gehöft sind Esko und Mikko auf dem Weg nach Hause. Das ganze Geld ist aufgebraucht, vor allem weil Mikko es so gedeichselt hat, dass sie sich ständig in Wirtshäusern aufhielten. Um die Konsequenzen zu vermeiden, möchte Mikko sich mit Esko entzweien: Er überredet Esko, der noch nie Alkohol getrunken hat, etwas zu trinken, damit es bei der Rückkehr so aussehe, als ob der betrunkene Esko schuld daran ist, dass sie das ganze Geld durchgebracht haben.
Mikko trifft auf Kristo, Jaanas Geliebten, und erzählt ihm vom Missgeschick auf ihrer Freiersfahrt. So erfährt Kristo auch, dass noch Zeit ist, vor Esko in den Ehestand zu treten und damit das Erbgeld zugesprochen zu bekommen.
Esko trifft auf Antres, den Schneider, der ihm entgegengeschickt wurde. In seiner Betrunkenheit agiert Esko unkontrolliert und würgt Antres so sehr, dass dieser in Ohnmacht fällt. Allerdings erwacht er kurz darauf wieder.
Unterdessen kreuzen Iivari, Sakeri und der als Dieb verkleidete Niko den Nachhauseweg, und angesichts der ausstehenden Belohnung für den ergriffenen vermeintlichen Dieb sind alle wieder guten Mutes.
Mikko hat sich nach der Trennung von Esko verletzt und wird von zwei ungeladenen Gästen, die auf dem Weg zu Eskos Hochzeit sind, gestützt. Trotz Mikkos Protesten machen sie sich auf den Weg zum Heideschuster, denn dort befinde sich der Kantor Sepeteus, der über medizinische Kenntnisse verfüge.

### Fünfter Akt
Im Haus von Topias erwartet man die Rückkunft der Söhne. Als sie plötzlich erscheinen, geben sie ein unerwartetes Bild ab: Im Karren sitzen Iivari, Sakeri, Esko, Antres und der gefesselte Niko.
Die Jungs berichten von ihren Fehlschlägen, präsentieren dafür aber umso stolzer den gefassten „Dieb“ Niko. Der Freudenmoment wird sofort getrübt, als Niko sich zu erkennen gibt und freudig seine Tochter Jaana begrüßt. Niko erzählt, wie er die anderen zum Narren gehalten hat. Da er nun als leiblicher Vater präsent ist, kann er durch seine Einwilligung die Hochzeit Jaanas mit Kristo beschleunigen. Die beiden werden also das Erbgeld einheimsen, denn Esko hat ja nicht einmal eine Braut.
Mikko wird hereingetragen. Ihm wird von Sepeteus prognostiziert, dass er sein Leben lang hinken werde, was als gerechte Strafe interpretiert wird.
Die überglückliche Jaana dankt Topias und Martta für die Aufnahme in ihre Familie, was sogar das Herz der gestrengen Martta erweicht. Außerdem befriedet Jaana die Situation mit der Entscheidung, die 500 Taler zu teilen und die zweite Hälfte ihrer Pflegefamilie zu überlassen. Iivari bedauert seine Trinkgelage und kündigt an, Seemann werden zu wollen. Esko beschließt, niemals zu heiraten, und sich bei Karri, der ihn inzwischen verklagt hat, für die Zerstörungen zu entschuldigen. Martta widmet die Hochzeitstafel, die eigentlich für Esko und Kreeta bestimmt war, kurzerhand um, und so wird die Verlobung von Jaana und Kristo mit einem rauschenden Fest gefeiert.

## Übersetzung
- Aleksis Kivi: Die Heideschuster. Bauernkomödie in fünf Akten. Übersetzt von Gustav Schmidt. Dresden und Leipzig: Heinrich Minden Verlag 1922. (Volltextdigitalisat bei der Deutschen Nationalbibliothek)
- Aleksis Kivi: Die Heideschuster. Ein Schelmenspiel. Auf Grund der Übersetzung aus dem Finnischen von Dr. Gustav Schmidt für die deutsche Bühne neu gefasst von Robert Bürkner. [Bearbeitung für eine Freilichtbühnenaufführung in Lübeck.] München: „Das Werk“ Verlag und Vertrieb GmbH [1939].

## Hörspiel
- 1958: Die Heideschuster. Eine Komödie – Produktion: SDR; Länge: 73'30 Minuten; Bearbeitung (Wort): Fred von Hoerschelmann; Regie: Walter Knaus.

Sprecher:
- - Kurt Lieck:	Sepeteus, Kantor
  - Bruno Hübner:	Topias, der Heideschuster
  - Katharina Brauren:	Seine Frau
  - Hans Dieter Zeidler:	Esko, sein Sohn
  - Arthur Mentz:	Nike, Seemann
  - Carmen-Renate Köper:	Jaana, seine Tochter
  - Klaus Schwarzkopf:	Mikko Flink
  - Dierk Hardebeck:	Kristo, der Schmied